# إيفيلين سكوت
إيفيلين سكوت (بالإنجليزية: Evelyn Scott)‏ هي ممثلة أمريكية، ولدت في 20 أبريل 1915 في الولايات المتحدة، وتوفيت في 31 يناير 2002 بلوس أنجلوس في الولايات المتحدة بسبب مرض.

## وصلات خارجية
- إيفيلين سكوت على موقع IMDb (الإنجليزية)
- إيفيلين سكوت على موقع أول موفي (الإنجليزية)
- إيفيلين سكوت على موقع قاعدة بيانات الأفلام السويدية (السويدية)
- إيفيلين سكوت على موقع قاعدة بيانات الفيلم (الإنجليزية)
- إيفيلين سكوت على موقع كينوبويسك (الروسية)